# Czorsztyn (plaats)
Czorsztyn is een dorp in de Poolse woiwodschap Klein-Polen. De plaats maakt deel uit van de gemeente Czorsztyn en telt ca. 300 inwoners.
Czorsztyn ligt aan het gelijknamige meer. Bezienswaardig zijn de resten van het kasteel Czorsztyn. Van hier uit is het kasteel Niedzica, aan de andere zijde van het meer, goed te zien.